# 聖馬丁教堂 (坎特伯雷)
圣马丁教堂位于英国東南英格蘭坎特伯雷市中心，是英格兰最古老的教区教堂。自1668年以来，圣马丁教堂和附近的圣保罗教堂一直在被当地的基督徒使用。1988年，圣马丁教堂被联合国教科文组织授予了“世界遗产”称号。

## 早期历史
在奥古斯丁从罗马来到英格兰之前，圣马丁教堂曾经是肯特王后贝莎的私人礼拜堂。贝莎王后未嫁之前是一名法兰克公主，而且是一名基督徒，当她远嫁英格兰时，也带来了她的专职牧师和主教。肯特君主艾塞尔伯特国王（Æthelberht of Kent），也就是贝莎王后的丈夫，允许皇后继续在圣马丁教堂里践行基督徒的信仰。这些历史都是通过英国盎格鲁撒克逊时期编年史家及神学家比德整理发现的资料。
在1844年之前，在教堂内发现了一批金币，这些金币可以追溯到公元6世纪晚期盎格鲁撒克逊时代。

## 建筑

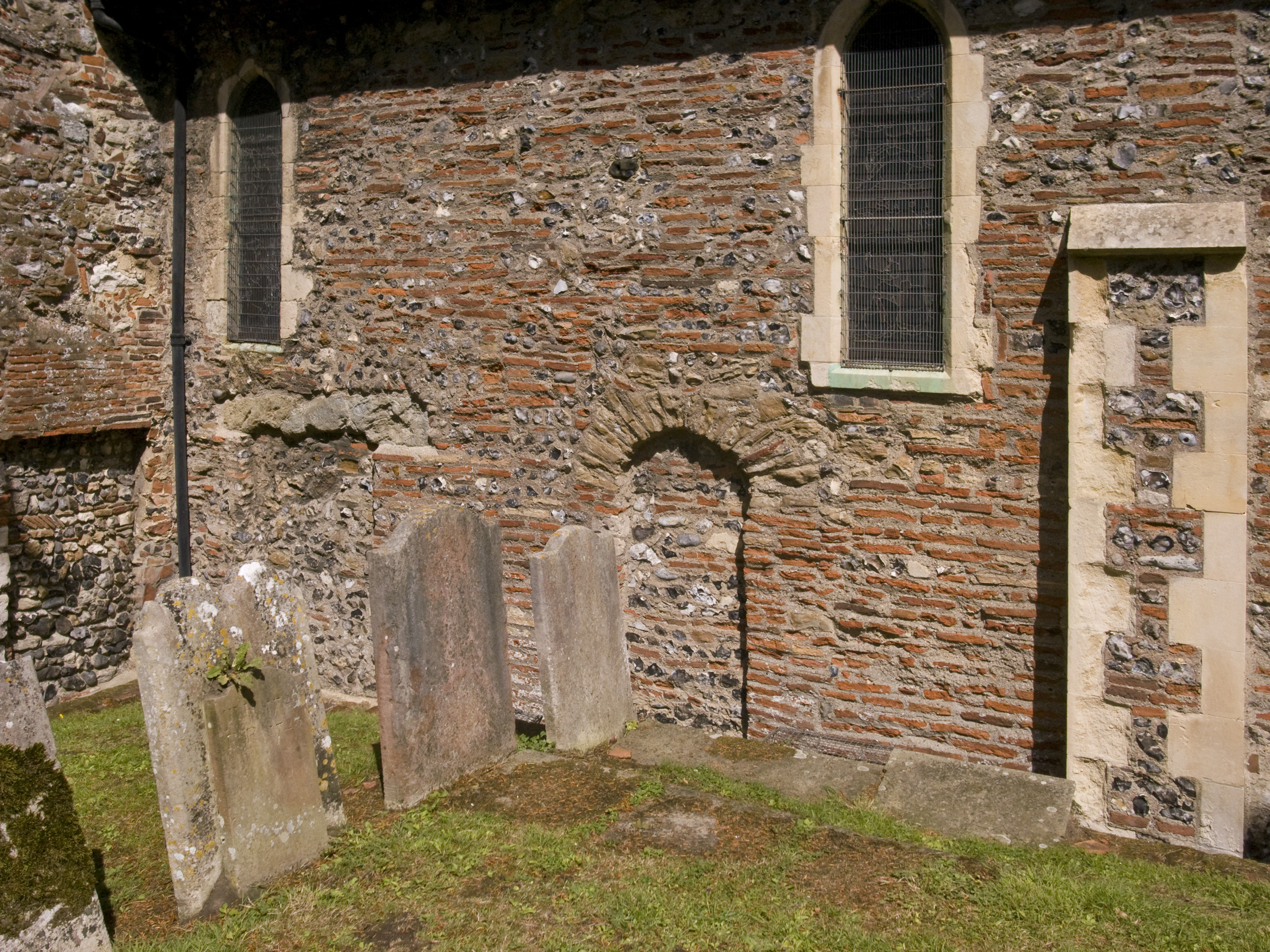
圣坛墙上的罗马砖块

当地发现表明基督教的确在那个时代存在于这片区域。修建教堂的砖块中能发现许多都是罗马时期留下的，还有墙上的瓷砖也是从罗马帝国留下来的。教堂的核心结构的砖块是以前罗马时期修建坟墓的砖块，墙上能明显看出这是来自非常久远的年代， 通道处被封闭的地方有可能是当时贝莎皇后专用教堂的入口。其他部分的墙是公元7世纪或8世纪留下的，这其中包括了中殿绝大部分墙壁。最初存在的半圆形后殿已经被拆除了。

## 墓穴
教堂境内有许多名人的墓穴，这些墓穴的主人都是当地有名望大家族和一些名人，其中有托马斯·辛德尼·库珀（英国风景画家）、Mary Tourtel（英国艺术家，宝贝熊鲁柏的创造者）。

## 音乐
圣马丁教堂将传统的教会音乐从圣奥古斯丁时期一直延续到了今日。在每个月的第一个星期日，教堂都会四个歌手来演唱文艺复兴时期的歌曲。

### 引用
1. ↑  Grierson, Philip. . . London: Variorum Reprints: 38–51, Corregida 5. 1979. ISBN 0-86078-041-4.
2. ↑  Simon Thurley. . Gresham College.  事件发生在 8:00. 2010  [2013-06-15]. （原始内容存档于2019-06-08）.
3. ↑  Service, pp. 14-17 and: John Julius Norwich, The Architecture of Southern England, p.313, Macmillan, London, 1985, ISBN 0-333-22037-4